# Boophis periegetes
A Boophis periegetes a kétéltűek (Amphibia) osztályába, a békák (Anura) rendjébe és az aranybékafélék (Mantellidae) családjába tartozó faj.

## Előfordulása
A faj Madagaszkár endemikus faja. A sziget Fianarantsoa tartományában, azon belül a Ranomafana Nemzeti Parkban 800 és 1400 m-es magasságon honos.

## Megjelenése
Nagy méretű békafaj. A hímek mérete 69–75 mm, a nőstényeké 67 mm. Kezén és lábán úszóhártya található. A nőstények háta sima, a hímeké fehéres kinövésekkel borított. A hímeknek jól kivehető, megkeményedett hüvelykvánkosa van. 